# خالد بن صفوان القناص
خالد بن صفوان القناص: شاعر عربي وبليغ ونحوي عباسي. من شعراء العصر العباسي الأول. مجهول المولد والوفاة. كان من رواد المربد. اشتهرت قصيدته النونية البليغة باللغة والتي هي السبب في شهرته. والمسمى بالعروس. والتي تحتوي على 78 بيتا
عُوجا عَلى طلل بِالقُفص خُلّاني أَقوى فقطّانه أرآلُ هِيقانِ
كَالدَيبُليّات أَو إِجل قَراهبة من بَين أَحمر يَرعاها وَثِيرانِ